# 久遠Tama
久遠Tama（日语：／ Quon Tama */?）為日本個人勢社團的虛擬YouTuber成員之一。於2020年8月22日在YouTube初配信，主要以歌回、雜談和電子遊戲為主。2022年3月達成10萬人訂閱里程碑，而從同年5月起至今發行了多張各類型專輯。

## 角色設定
由同為hololive赤井心的繪師はる雪負責久遠Tama之角色設計與製作模型，人設為12月13日出生的犬系少女，年齡20歲，身高156公分，體重為3顆蘋果，喜歡動畫與演唱動畫主題曲。2022年2月5日，久遠Tama於YouTube頻道的直播發表覺醒形象。

## 經歷
隸屬於日本個人勢社團1期生的久遠Tama首次在2020年8月22日完成初配信並出道，直播內容以歌回、雜談和電子遊戲為主。其頻道在2022年3月24日達成10萬人訂閱里程碑。久遠Tama於同年5月發行第一張個人翻唱專輯，頻道訂閱人數超過11萬人。而第二張個人翻唱專輯和首張原創EP在同年10月26日發行，並於同月29日至30日舉辦發行紀念演唱會直播。
久遠Tama於2023年5月3日首次舉辦迷你現場演唱會，演唱內容為同月4日發行的第二張EP之原創歌曲與翻唱動畫歌曲。她於同年12月發行首張個人專輯，並於同年12月底的「國際VTuber紅白歌合戰2023」節目上擔任嘉賓，為30位臺日歌唱系VTuber聲援。
久遠Tama在2024年2月25日的臺灣FF42開拓動漫祭上，舉辦虛擬演唱會和販賣周邊商品。第三張翻唱專輯於同年8月22日發行，此專輯收錄所翻唱的平成懷舊動畫歌曲。她在同年10月4日受到第35期《AWA STAGE》節目的邀請作為嘉賓，並與音樂人、一同演出。

### 合作遊戲
久遠Tama曾於2022年1月5日至19日，與和風MMORPG《鬼斬HEROES》手機遊戲合作推出期間限定的「久遠たま」配音券道具。另在同年7月28日，與公司合作成為遊玩角色出現在PC、Steam平台RPG遊戲中。

## 外部連結
- 維基數據上的久遠Tama (Q124049534)
- 久遠Tama的官方网站 （日語）（页面存档备份，存于）
- 久遠Tama的Facebook專頁（日語）（Archive.today的存檔，存档日期2025-04-29）